# Like a Rock
Like a Rock è il tredicesimo album in studio del cantautore rock statunitense Bob Seger, realizzato con la sua band The Silver Bullet Band e pubblicato nel 1986.

## Tracce
Tutte le tracce sono di Bob Seger tranne dove indicato.
1. American Storm – 4:17
2. Like a Rock – 5:56
3. Miami – 4:40
4. The Ring – 5:35
5. Tightrope (Craig Frost, Seger) – 4:31
6. The Aftermath (Frost, Seger) – 3:30
7. Sometimes – 3:31
8. It's You – 4:03
9. Somewhere Tonight – 4:25
10. Fortunate Son (John Fogerty) – 3:20

## Formazione

### Silver Bullet Band
- Bob Seger - chitarra, chitarra acustica, piano, voce
- Craig Frost - organo, sintetizzatore, piano, tastiera
- Chris Campbell - basso
- Alto Reed - sassofoni

### Musicisti addizionali
Chitarre
- Dawayne Bailey
- Pete Carr
- Dann Huff
- Fred Tackett
- Rick Vito

Batteria e percussioni
- John "J.R." Robinson
- Russ Kunkel
- Gary Mallaber
- Paulinho Da Costa

Tastiere
- Bill Payne
- David Cole

Fiati
- Gary Grant - tromba
- Gary Herbig - sassofono
- Jerry Hey - tromba
- Kim Hutchcroft - sassofono
- Bill Reichenbach Jr. - trombone
- Marc Russo - sassofono
- Ernie Watts - sassofono

Voci addizionali
- Laura Creamer
- Mark Creamer
- Donny Gerrard
- Don Henley
- Shaun Murphy
- Timothy B. Schmit
- The Weather Girls (Izora Armstead & Martha Wash)